# 海 (1941年の歌曲)
「海」（うみ）は、林柳波作詞、井上武士作曲の日本の童謡である。文部省唱歌。2007年に日本の歌百選に選出されている。

## 概要
1941年（昭和16年）3月に発行された『ウタノホン（上）』にて発表。海の広大さを簡潔で力強い詞で歌った曲である。初出時の題名は片仮名の「ウミ」で、後に「うみ」に改訂され、さらに「海」と表記されるようになった。
「松原遠く消ゆるところ」で始まる「海」は、同名異曲である（1913年（大正2年）に発行された『尋常小学唱歌 第五学年用』で発表）。
作詞の林柳波・作曲の井上武士は共に1974年没のため、日本において2044年まで著作権は有効である。
ブルーシー・アンド・グリーンランド財団（B&G財団）が2000年7月に発表した「21世紀に残したい海の歌」では、応募総数の18.8％に当たる1,135票を獲得して第1位に選ばれた。2015年の保育士実技試験課題曲に取り上げられた。
グレッグ・アーウィンによる英訳詞「THE SEA」が存在し、アーウィン自身の歌唱により1997年4月21日発売のアルバム『ハッピー・チャイルド!〜英語でうたおう　こどものうた　みんなのうた〜』、1999年発売のアルバム『英語でうたう日本の童謡2』（共にビクターエンタテインメントから発売）に収録された。

## 録音した歌手
- 真理ヨシコ
- 野田恵里子、森の木児童合唱団